# Aetana fiji
Aetana fiji är en spindelart som beskrevs av Huber 2005. Aetana fiji ingår i släktet Aetana och familjen dallerspindlar.
Artens utbredningsområde är Fiji. Inga underarter finns listade i Catalogue of Life.